# US Kremlin-Bicêtre
 (août 2023).
Si vous disposez d'ouvrages ou d'articles de référence ou si vous connaissez des sites web de qualité traitant du thème abordé ici, merci de compléter l'article en donnant les références utiles à sa vérifiabilité et en les liant à la section « Notes et références ».
L'US Kremlin-Bicêtre est le club de tennis de table de la ville du Kremlin-Bicêtre (Val-de-Marne).
L'US Kremlin-Bicêtre fait partie des clubs français les plus titrés de l'histoire, avec notamment 11 titres de "Champion de France" chez les messieurs (1966, 1967, 1973, 1974, 1975, 1978, 1979, 1980, 1981, 1983 et 1984) et 3 titres chez les dames (1987, 1988 et 2013).
L'équipe masculine du club doit son palmarès à Vincent Purkart qui lui apporta ses 11 titres de champions de France. Jacques Secrétin a aussi évolué au Kremlin-Bicêtre et a remporté quelques titres de champions. L'USKB est devenu le premier club français de l'histoire à parvenir en finale d'une Coupe d'Europe en 1972.
Aujourd'hui, c'est son équipe féminine qui brille et qui évolue depuis 1985 en première division (Nationale 1/Superdivision/Pro A), série entrecoupée d'une saison en Nationale 2 en 1986 et en Pro B en 2006. Après 2 titres en 1987 et 1988, l'équipe se classe de multiples fois 2e, mais parvient en 2013 - 25 ans après son dernier sacre - à remporter à nouveau le titre de Champion de France.
De nombreux grands champions ont évolué au Kremlin-Bicêtre, notamment Vincent Purkart et Jacques Secrétin, connus aussi mondialement pour leur spectacle humoristique de tennis de table : le "T.T Show" ou "Show Secrétin-Purkart" (extrait sur www.pingpongers.com).
Chez les féminines, de nombreuses Championnes de France (en simple) se succèdent au Kremlin-Bicêtre. Notamment Claude Bergeret, Championne du Monde en 1977 avec Jacques Secrétin en double mixte. Mais également d'autres Championnes de France (en simple) : Evelyne Lecler, Nadine Daviaud, Emmanuelle Coubat, Sylvie Plaisant, Anne Boileau et Carole Grundisch.
En 2013, Vincent Purkart, Claude Bergeret, Emmanuelle Coubat, Sylvie Plaisant et Carole Grundisch font toujours partie de l'effectif du club.
L'U.S Kremlin-Bicêtre évolue au COSEC Elisabeth Purkart (Présidente du club de 1992 à 1998 et fondatrice de la section féminine),
12 boulevard Chastenet de Géry, 94270 Le Kremlin-Bicêtre

## Histoire du club

### Le face-à-face avec la Messine
L'US Kremlin-Bicêtre a remporté le premier titre de son histoire en 1966 avec Vincent Purkart. Ils le conservent l'année suivante et le club végète jusqu'en 1973, année du renouveau. Le club remporte pour la troisième fois la Nationale 1 et devient le premier club français de l'histoire à atteindre une finale de Coupe d'Europe. Le tennis de table français se passionnent pour un magnifique face-à-face avec la l'AS Messine de Paris et voit les deux équipes rafler tous les titres jusqu'en 1984, année du dernier titre kremlinois, battu seulement pour la quatrième fois en 1985 par les parisiens. Face à l'immersion de l'ES Levallois, l'USKB végète en les deux premières division jusqu'en 1990, ou le club effectue sa dernière apparition en même temps que la Nationale 1 qui laisse sa place à la Superdivision que les hommes ne connaîtront jamais, au contraire de l'équipe féminine.

### Dans l'ombre de l'ACBB et de Montpellier
L'équipe féminine du club atteint le haut niveau en 1985, mais est reléguée dès sa première année dans l'élite. Elles remontent directement en Nationale 1, titre de Championnes de France de Nationale 2 en poche et remportent dès leur retour parmi l'élite le Championnat. Elles conservent ce titre haut la main en 1988. Barrées dès lors par l'AC Boulogne-Billancourt puis par Montpellier à la suite du retrait de l'équipe féminine de l'ACBB, les femmes vont accumuler les places de vice-championnes de France durant la majeure partie de la Superdivision.

### Dans l'anonymat de la Pro A
Au début des années 2000, l'équipe régresse et est relégué en 2005 en Pro B. Le club trouve le moyen de rebondir et écrase le championnat et remonte en Pro A avec le titre de Championnes de France en poche. En 2009, les filles atteignent les quarts de finale de l'ETTU Cup et confirment leur progrès en championnat en terminant à la troisième place derrière Evreux et Saint-Berthévin/Saint-Loup. L'absence de Li Samson l'année suivante plombe la saison du club et termine à la sixième place, loin derrière les équipes de tête. Le retour de la pongiste rebooste l'équipe et elles terminent à la deuxième place du Championnat, battu pour un petit point par le CP Lys-lez-Lannoy

### Le retour dans la lumière
Si les Franciliennes ont craqué à deux journées de la fin du championnat 2012, il n'en ait rien pour cette saison 2012-2013. À la lutte pour le titre avec Lys-Lez-Lannoy et Metz, l'USKB parvient à l'avant-dernière journée du championnat à rafler enfin ce titre qui lui échappe depuis 25 ans. Le club enregistre l'arrivée de l'espagnole Sara Ramirez pour la saison 2013-2014.

## Palmarès
| Présent dans l'élite jusqu'en 1989-1990 - Coupe d'Europe des Clubs Champions - Demi-finalistes en 1974, 1976 et 1982 - Coupe des Villes de Foires - Finalistes en 1973 - Nationale 1 (11) - Champions en 1966, 1967, de 1973 à 1975, de 1978 à 1981, 1983 et 1984 - Nationale 2 (3) - Champions en 1972, 1977 et 1987 | Présent dans l'élite depuis la saison 1985-1986 - Championnat de France de Première Division (3) - Championnes de France en 1987, 1988 et 2013. - Vice-championnes de Superdivision 10 fois entre 1986 et 2001, 2012 et 2014 - Troisième de Pro A en 2003 et 2010 - Championnat de France de Deuxième division (2) - Championnes de France en 1986 et 2006 - ETTU Cup - Quart de finalistes en 1994 et 2009 |

## Bilan par saison
| Saison    | Championnat   | Cl            | Pts | J  | V  | N | D  | Pp | Pc | Diff |
| --------- | ------------- | ------------- | --- | -- | -- | - | -- | -- | -- | ---- |
| 2014-2015 | Pro A         | 10e           | 22  | 18 | 1  | 2 | 15 | 25 | 66 | -41  |
| 2013-2014 | Pro A         | Vice-Champion | 43  | 18 | 9  | 7 | 2  | 60 | 37 | +23  |
| 2012-2013 | Pro A         | Champion      | 49  | 18 | 15 | 1 | 2  | 64 | 31 | +33  |
| 2011-2012 | Pro A         | Vice-Champion | 44  | 16 | 12 | 2 | 1  | 60 | 27 | +33  |
| 2010-2011 | Pro A         | 7e            | 35  | 18 | 6  | 5 | 7  | 50 | 48 | +2   |
| 2009-2010 | Pro A         | 3e            | 45  | 18 | 12 | 3 | 3  | 62 | 38 | +24  |
| 2008-2009 | Pro A         | 5e            | 38  | 18 | 7  | 6 | 5  | 55 | 46 | +9   |
| 2007-2008 | Pro A         | 4e            | 37  | 18 | 7  | 5 | 6  | 52 | 47 | +5   |
| 2006-2007 | Pro A         | 8e            | 31  | 18 | 5  | 4 | 8  | -  | -  | -    |
| 2005-2006 | Pro B         | Champion      | 45  | 16 | 14 | 1 | 1  | 61 | 14 | +47  |
| 2004-2005 | Pro A         | 10e           | 26  | 18 | 2  | 4 | 12 | -  | -  | -    |
| 2003-2004 | Pro A         | 7e            | 21  | 14 | 3  | 1 | 10 | 23 | 46 | -23  |
| 2002-2003 | Superdivision | 3e            | 32  | 14 | 9  | - | 5  | -  | -  | -    |
| 2001-2002 | Superdivision | 4e            | 28  | 14 | 7  | - | 7  | -  | 33 | -    |
| 1999-2000 | Superdivision | 3e            | 32  | 14 | 9  | - | 5  | -  | 33 | -    |

## Anciens joueurs

### Équipe masculine
- Vincent Purkart
- Jacques Secrétin
- Danny Dhondt
- René Hatem
- Didier Nurdin
- Franck Vinitzki

### Équipe féminine
- Nadine Daviaud
- Anne Boileau
- Emmanuelle Coubat
- Claude Bergeret
- Isabelle Delphine
- Fiona Elliot-Mommessin
- Evelyne Leclerc
- Chantal Lavacherie
- Larissa Mougel
- Sylvie Plaisant
- Carole Grundisch
- Li Samson
- Mie Skov
- Maria Mirou
- Alessia Arisi
- Cristina Untea
- Sarah Hanffou
- Emily Castel
- Yang Xiao Xin
- Laurence Saunot